# 유천중학교
유천중학교는 경상북도 예천군 유천면에 있었던 공립 중학교이다.

## 연혁
- 1971년 3월 14일 : 개교
- 2007년 2월 28일 : 폐교

## 폐교 이후
폐교 이후, 유천중학교 자리에는 유천초등학교가 이전하여 사용하고 있다.